# Amblyterus simplicitarsis
Amblyterus simplicitarsis är en skalbaggsart som beskrevs av Phillip B. Carne 1958. Amblyterus simplicitarsis ingår i släktet Amblyterus och familjen Rutelidae. Inga underarter finns listade i Catalogue of Life.